# 陈咸
陳咸（？—？），字子康，西漢沛郡相縣（今安徽省淮北市相山區）人，其為御史大夫陳萬年之子。陳咸性情梗直，多次上書議論政事。陳萬年某次得病，召陳咸於床前告誡直至夜半，教其如何諂媚討好他人。陳萬年死後，漢元帝提拔陳咸為御史中丞，公卿以下的百官對他敬畏有加，後來陳咸由於得罪了當權的中書令石顯，被石顯劾奏他漏泄宮裡的機密，陳咸因此下獄，被處以髡刑罰為城旦。
漢成帝年間，於大將軍王鳳舉薦下，陳咸重得起用，歷任多職，所到之處皆以嚴刑峻法鐵腕治理，在京兆尹王章被處死後，陳咸亦受牽連而免職，其後再次被徵召擔任南陽郡太守。當時陳湯正得車騎將軍王音的寵信，陳咸多次賄賂陳湯，於是得以重返京師擔任少府，任上揭發眾多貪贓枉法的官吏，沒收他們私吞的財物。在翟方進擔任丞相後，陳咸遭其彈劾免官，被遣回故鄉，憂慮而死。

## 生平

### 夜半聽訓
陳咸十八歲時，憑藉父親陳萬年的官資被選任為郎官，其才能優異，性情剛直不屈，多次上書議論政事，指責諷刺皇帝的近臣，上書幾十次，遷升為左曹。陳萬年某次生病，把陳咸叫到床前教誨訓誡，話一直說到半夜，陳咸靠著屏風睡著了，陳萬年大怒，要用拐杖打他，說：「你老子教導你，你反而睡著了，不聽爹的話，為什麼？」陳咸叩頭認錯說：「我完全懂得您說的話，總的要旨是教我諂媚。」陳萬年就不再言語了。

### 洩密入獄
陳萬年死後，汉元帝提拔陳咸為御史中丞，總管各州刺史政績的等第，對內執法於殿中，自公卿以下的官吏對他既恭敬又害怕，這時中书令石顯執政專權，陳咸多次揭石顯的短，石顯等人恨他，當時槐里县的縣令朱雲施政殘酷，有關部門舉奏他，漢元帝沒有把這些奏章批下來。陳咸一向與朱雲交好，朱雲向他打探情況，陳咸便教朱雲上書替自己申辯，這時石顯暗中探查知道了此事，稟奏陳咸洩漏了宮中的機密，陳咸因此被下獄鞭打審訊，後來得以免去死刑，被判處髡刑和城旦刑，此後直到漢元帝駕崩前，陳咸始終遭到廢置。

### 殺伐立威
汉成帝剛即位，大將軍王凤因為陳咸從前指斥石顯，有忠正剛直的節操，奏請漢成帝補任陳咸為长史，其後陳咸擢升冀州刺史，奉行使命符合漢成帝的心意，徵召他為諫大夫，又出任楚國內史，以及北海郡、東郡太守，後來陳咸因為是京兆尹王章所舉薦，在王章被殺後，陳咸也受牽連而免官，之後在家中再次受徵召擔任南陽郡太守。
陳咸任職之處皆以殺戮樹立權威，強橫狡詐不守法紀的官吏和豪強大族犯法，就判罪送到郡府，按法律處置，在司空的監督下做苦工，在地上挖成大搗臼，用木杵舂米，舂米達不到規定的標準，或者私自解脫刑具，又或穿著的衣服不符規定，往往加罪鞭笞，監督罪犯做繁重的苦役，有的犯人受不了痛苦，自絞而死的，一年就有幾百上千人，時間久了，屍體腐爛生蛆，家屬也不能安葬，陳咸治理地方效法嚴延年，但清廉程度卻比不上，他在所任之處徵調屬縣出產的土特產供自己享用，生活奢侈，錦衣玉食，然而陳咸卻嚴格約束掾吏，令郡中長吏都閉門自我收斂，不得超越法律行事，他公開下敕書告誡屬吏們說：「如果每個人都想追求享受，讓自己快樂，這等於一個郡有一百名太守，怎麼能這樣呢！」下屬官吏懼怕陳咸，豪強攝服，令行禁止，然而他也因此被廢黜。

### 免官憂死
陳咸身為三公之子，年輕時就顯名於朝廷，薛宣、朱博、翟方進、孔光等人做官遠在陳咸之後，都因廉潔節儉而早早當上公卿，而陳咸則始終滯留於郡守之位，當時車騎將軍王音輔政，寵信重用陈汤，陳咸多次送財物賄賂陳湯，寫給他書信說：「如果借助您的力量，能進入京城做官，即使死了也不遺憾。」陳咸因此得以在永始元年被徵召入京擔任少府，少府的寶物極多，陳咸對屬官管理的物品全部進行核查，一發現他們作奸受贓，就沒收他們搜刮聚斂的財物，下屬官員及宮中的黃門、鉤盾、掖庭官吏，紛紛被檢舉揭發奏報判刑，他們畏懼陳咸，以至於灰心喪氣。
陳咸擔任少府三年，期間與翟方進有過節，等翟方進成為丞相後，便奏劾他說：「陳咸從前擔任郡守，所到之處為政殘酷，施加毒螫給官吏百姓，監守自盜，又接受其他財物監守人的賄賂，並公然諂媚邪臣陳湯求他舉薦自己，他貪求財物沒有羞恥，不應留在少府之位上。」陳咸因此獲罪免官，不久，紅陽侯王立舉薦陳咸為方正，任光祿大夫，加官給事中，翟方進又再次上奏免了他的官職，幾年以後，王立有罪返回自己的封國，翟方進便奏請將陳咸遣送回自己的家鄉，陳咸因此憂慮而死。